# Крестовка (Вологодская область)
Крестовка — деревня в Грязовецком районе Вологодской области.
Входит в состав Ростиловского муниципального образования, с точки зрения административно-территориального деления — в Ростиловский сельсовет.
Расстояние по автодороге до районного центра Грязовца — 1 км, до центра муниципального образования Ростилово — 5 км. Ближайшие населённые пункты — Корнильевская Слобода, Свистуново, Льнозавода, Дворец.
По переписи 2002 года население — 35 человек (17 мужчин, 18 женщин). Всё население — русские.